# Шевчук Іван Олексійович
Іван Олексійович Шевчук (10 вересня 1930, Вовчинець — 19 травня 2008, Донецьк, Україна) — учений-хімік, доктор хімічних наук, професор, академік АН вищої школи України.

## Біографія
Народився 10 вересня 1930 р. в с. Вовчинець Вінницької області. В 1950—1955 рр. навчався в Київському університеті ім. Тараса Шевченка на хімічному факультеті. В період з 1955 по 1960 рр. працював начальником центральної заводської лабораторії Черкаського заводу хімреактивів. З 1960 по 1965 рр. — завідувач лабораторії Донецького інституту реактивів, в період з 1965 по 1966 рр. — начальник лабораторії Інституту люмінофорів м. Ставрополя. У 1966 р. став засновником кафедри аналітичної хімії Донецького державного університету, був одним із фундаторів хімічного факультету університету. Очолював кафедру до 2003 р., а потім був професором. У Донецькому національному університеті працював майже 42 роки. В 1964 р. захистив кандидатську дисертацію, в 1970 р. — докторську дисертацію зі спеціальності «Аналітична хімія». З 1971 р. — професор, з 1994 р. — академік Академії наук вищої школи України, заслужений професор Донецького національного університету.

## Наукова діяльність
Працював начальником Центральної заводської лабораторії Черкаського заводу хімічних реактивів (1955—1960), начальником лабораторії Донецького Інституту реактивів (1960—1965), начальником лабораторії Інституту люмінофорів у м. Ставрополі (1965—1966).
У 1966 році організував кафедру аналітичної хімії(1966—2003) в Донецькому національному університеті. В 1970 році захистив докторську дисертацію, в 1971 році отримав звання професора. В Донбасі створив наукову школу «Розділення, концентрування та експрес-аналізу кольорових, рідкісних металів і біологічно-активних речовин». Підготував 22 науковці, серед яких 3 доктори наук для іноземних країн, виховав понад 500 хіміків-аналітиків. Опублікував самостійно і з учнями 12 монографій та навчальних посібників, понад 500 наукових праць, отримав 32 патенти на винаходи.
Іван Шевчук був членом рад з питань захисту докторських і кандидатських дисертацій у ВНЗ Одеси, Дніпропетровська, Донецька і організатором багатьох наукових конференцій. Учений був відзначений Орденом «Знак Пошани» і багатьма медалями. Протягом останніх років отримував Стипендію Президента України для визначних учених. У 2001 році став Заслуженим професором Донецького національного університету.
У 1994 році Івана Шевчука було обрано академіком АН Вищої школи України.
Після 2003 р. працював професором кафедри аналітичної хімії в Донецькому національному університеті. З 2003 по 2014 роки кафедру очолювала учениця професора Шевчука І. О. — Алемасова Антоніна Сергіївна, доктор хімічних наук, професор, академік Академії наук вищої школи України.
Професор І. О. Шевчук входив до складу Вчених рад із захисту кандидатських та докторських дисертацій України, Білорусі, Росії та був членом Всесоюзної комісії з екстракції та комісії з екстракції РАН. Під керівництвом професора І. О. Шевчука створено науковий напрям у галузі фундаментальних досліджень іонних асоціатів, розділення і концентрування, експрес-аналізу об'єктів навколишнього середовища, технічних і біологічно активних речовин. Він був керівником наукової школи «Розділення, концентрування та експрес-аналіз кольорових, рідкісних металів та біологічно активних речовин».
І. О. Шевчук був родоначальником впровадження активних методів навчання аналітичної хімії в Україні. Велике значення приділяв питанням хімічної безпеки в процесі підготовки фахівців.
На основі аналітичних досліджень продуктів коксохімії І. О. Шевчук зі співробітниками запропонував метод отримання та аналізу чистих хімічних речовин. Його винахід покладено в основу технології отримання чистого роданістого натрію, який використовується для одержання штучного волокна, що дало можливість виключити його постачання з інших країн. Теоретичні розробки, виконані під керівництвом професора І. О. Шевчука співробітниками кафедри аналітичної хімії Донецького університету, належать до області розчинів і комплексних сполук, синтезу та аналізу речовин нової техніки, хімії реактивів та речовин особливої чистоти. Вперше розроблена теорія про просторову сумісність складних іонів, передбачена і здійснена екстракція високозарядних сполук, відкриті реакції перетворення кольорових асоціатів та вивчена їхня стійкість. Багато його робіт присвячено покращенню екологічного стану Донбасу. Протягом багатьох років колектив кафедри аналітичної хімії під керівництвом І. О. Шевчука проводив на міжнародному та республіканському рівнях роботи з атестації стандартних зразків сплавів. Під його керівництвом розроблено велику кількість нових методик, які було впроваджено в аналітичних лабораторіях підприємств радіоелектроніки, хімічної, металургійної промисловості, медичних та екологічних установах. Він був організатором багатьох союзних та республіканських конференцій.